# Népfront (Spanyolország)
A Népfront (spanyolul: Frente Popular) egy választási koalíció volt a második spanyol köztársaságban, amelyet 1936 elején kötöttek a baloldali pártok Manuel Azaña hatására, az abban az évben tartandó választásokon való indulásra. A Népfrontban a Spanyol Szocialista Munkáspárt (PSOE), a Spanyol Kommunista Párt (PCE), az Egyesült Marxista Munkáspárt (POUM) és az Azaña vezette Republikánus Baloldal valamint a Köztársasági Unió Párt vett részt. A paktumot támogatták ezen kívül a galiciai és a katalán nacionalisták, a Spanyol Munkások Általános Szövetsége és az anarchista CNT. Sok anarchista, akik később a köztársasági oldalon harcoltak a spanyol polgárháborúban, a választások során nem szavaztak a Népfrontra, hanem inkább a távolmaradást választották.

## Története
A Komintern Sztálin utasítására 1935-ben fogadta el az antifasiszta egységfront politikáját a korábban követett szociálfasizmus helyébe, ezzel megindult a kommunista és szocialista pártok összefogása, gyakran a polgári pártokkal is. Spanyolországban így jött létre a Népfront, amely a baloldali köztársasági és a szocialista pártokból állt, és céljául az első kormány szociális intézkedéseinek védelmét és az 1934-es asztúriai bányászsztrájk börtönbe zárt résztvevőinek – akiket politikai foglyoknak tekintettek – a kiszabadítását. Maga a szövetség vezetője, Azaña is börtönbe került az esemény miatt és a szövetség összekovácsolásában nagy szerepe volt az 1934-ben történteknek.
Az 1936-os választáson a Népfront alig 150 000 szavazattal kapott többet riválisánál (összesen 10 millióan szavaztak), a Nemzeti Frontnál, amely a jobboldali pártokat tömörítette, ám a választási rendszerből kifolyólag ez is abszolút többséget eredményezett. A CEDA és a jobboldal elismerte a vereségét, ennek ellenére hamarosan megindult a szervezkedés egy puccs végrehajtására. Alcalá Zamora elnök Azañát bízta meg kormányalakítással, amelynek bázisa a Népfront liberális szárnya lett. A Francisco Largo Caballero vezette PSOE azonban nem kívánt részt venni a kormányban.
A Népfront szövetségként azonban nem felelt meg a kommunisták számára, ők ugyanis teljes integrációra törekedtek, hogy aztán saját embereiket ültethessék kulcspozíciókba. Ezt viszont az Indalecio Prieto vezette szociáldemokraták ellenezték. Azaña beleegyezett a baloldaliak azon követelésébe, hogy az 1934-es események leverésében kulcsszerepet játszó tiszteket, mint például López Ochea tábornokot megbüntessék. Sok katonatiszt került leváltásra fontos pozíciókból és helyükre köztársaságpárti katonákat helyeztek. Így például Francisco Franco tábornokot eltávolították a vezérkari főnöki pozícióból és a Kanári-szigetekre küldték, Emilio Mola tábornokot, Spanyol Marokkó addigi parancsnokát pedig Pamplona városába küldték. A megelőző jobboldali kormány idején történt gyártulajdonosi túlkapások most a munkások részéről szültek hasonló akciókat, és sokszor teljesíthetetlen követelésekkel álltak elő.
A jobboldali politikai tömörülések már a Népfront hatalomra kerülésekor eldöntötték, hogy erőszakos eszközökkel szerzik vissza a hatalmat. Vezetőjük, Gil Robles azonban nem mert erre az útra lépni, így végül a konzervatív katonatisztek hajtottak végre puccsot július 17-én. A puccs csak részben volt sikeres, így kezdetét vette a spanyol polgárháború. Diego Martínez Barrio kezdetben nem merte felfegyverezni az embereket a hadsereg ellen, csak az őt miniszterelnökként váltó José Giral tette ezt meg. Ennek köszönhetően a lázadást sikerült elfojtani a nagyobb városokban. A hadsereget feloszlatták és csak októberben szervezeték újra. A polgárháború alatt a Népfront egyre inkább kommunista befolyás alá került, akik véres leszámolásokat tartottak a többi szervezetnél. A polgárháború végül a nacionalisták győzelmével ért véget és a Népfront, minden benne lévő párttal együtt megszűnt.